# Astatotilapia sp. 'shovelmouth'
Astatotilapia sp. nov. 'shovelmouth' là một loài cá thuộc họ Cichlidae. Đây là loài đặc hữu của Uganda.